# Fonds d'orgue
Un fonds d'orgue (ou fond d'orgue) est une registration de l'orgue (de tradition française) qui groupe les jeux dits de fonds : principaux, bourdons et flûtes de 16, 8 et 4 pieds. 
Il s'agit également d'un type de pièce d'orgue utilisant cette registration, de tempo assez lent et de caractère plutôt grave, jouant sur les modulations harmoniques. Plusieurs organistes français du Grand Siècle ont composé des fonds d'orgue : Jacques Boyvin, Louis Marchand, Gaspard Corrette…